# Floriana
Floriana (maltesisch Il-Furjana, auch Borgo Vilhena genannt) ist eine Gemeinde in Malta mit 2.516 Einwohnern (2017). Sie liegt als Vorort unmittelbar südwestlich der Hauptstadt Valletta. Im Südwesten befinden sich die Floriana Lines, ein zweiter Befestigungsgürtel Vallettas. Am Tritonenbrunnen an der Stadtgrenze zu Valletta liegt der Busterminal Vallettas.

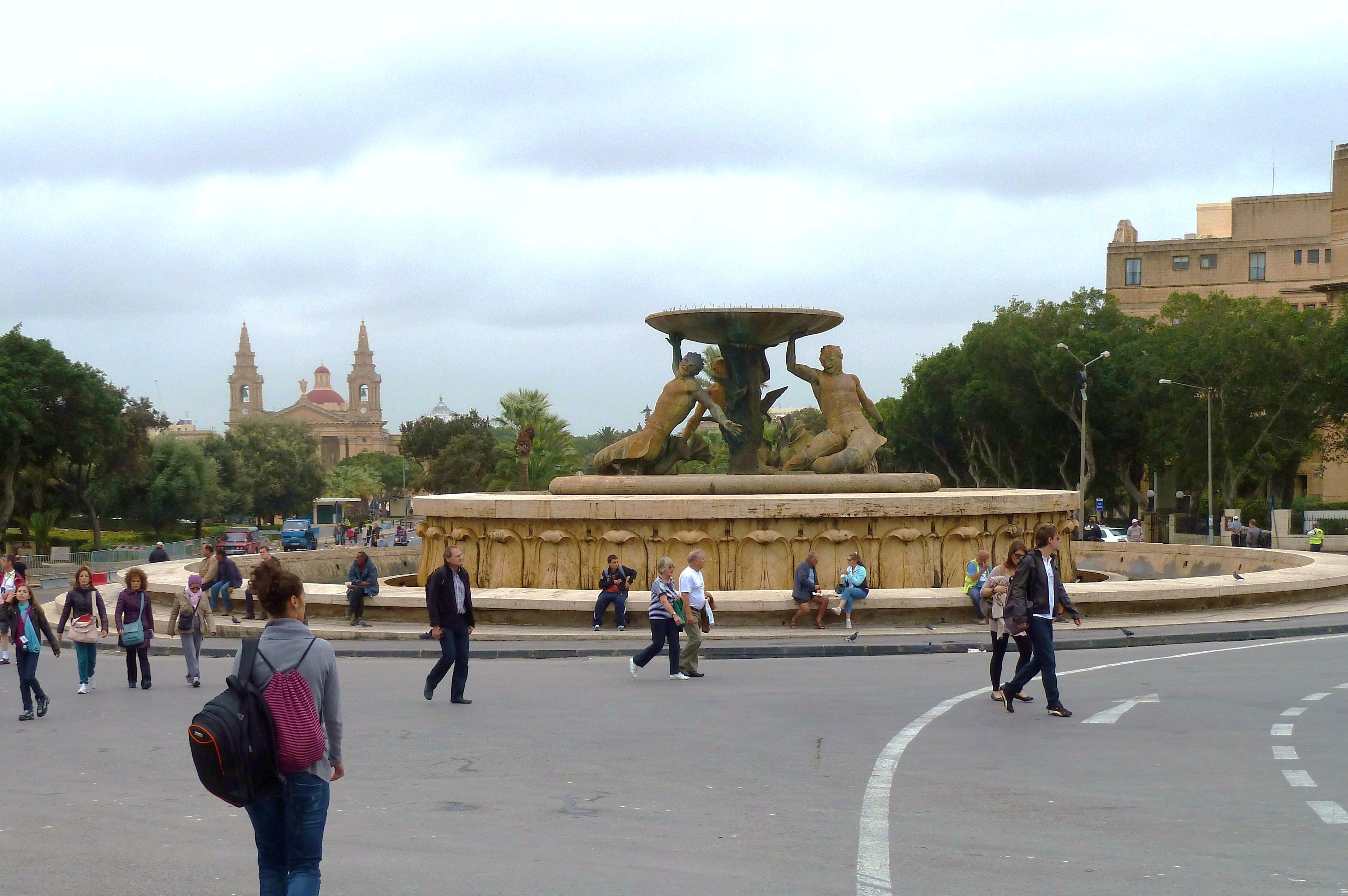
Floriana, Tritonenbrunnen

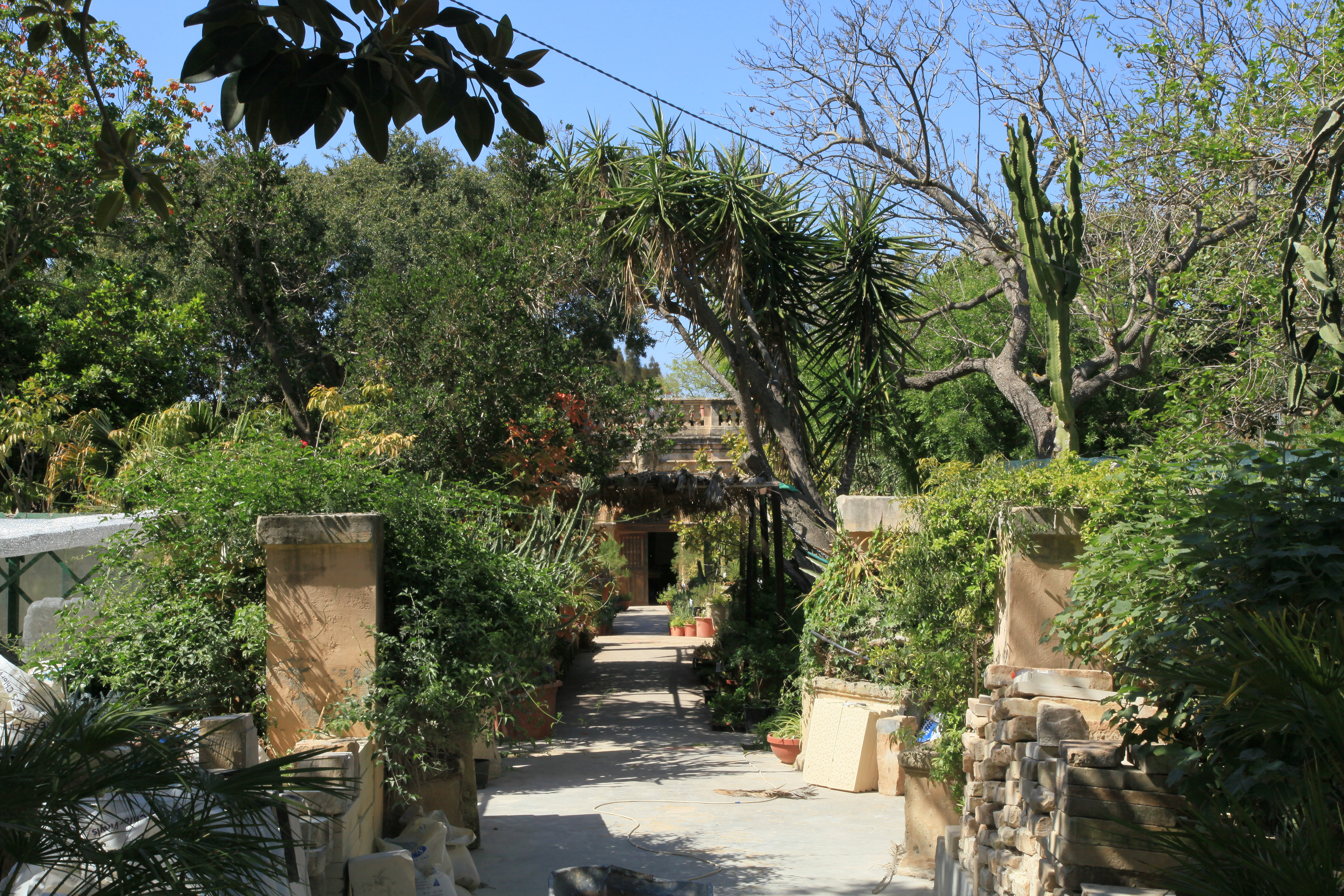
Argotti Botanic Gardens

Beeindruckend sind der Botanische Garten (Argotti Botanic Gardens) und die zahlreichen Parkanlagen dieser kleinen, aber wichtigen Stadt. Am Pjazza San Publiju finden die meisten wichtigen öffentlichen Veranstaltungen der Insel statt, unter anderem die beiden Besuche von Papst Johannes Paul II.

## Geschichte
Die Geschichte Florianas begann im Jahr 1634, als der Großmeister des Malteserordens, Antoine de Paule, den italienischen Baumeister Pietro Paolo Floriani aus Macerata beauftragte, die Befestigungen der Insel Malta, die vor einem drohenden Einfall der Türken schützen sollten, zu überprüfen und auszubauen.
1883 wurde die elf Kilometer lange Bahnstrecke Valletta–Mdina von Valletta nach Mdina eröffnet. Der erste Bahnhof hinter Valletta lag nach 800 Metern Entfernung in Medina. Der Bahnbetrieb wurde 1931 wegen mangelnder Rentabilität eingestellt.
1922 wurde in Floriana das King George V Hospital eröffnet. Es wurde 1967 geschlossen und 1970 unter neuem Management als Boffa Hospital wieder in Betrieb genommen, benannt nach Sir Paul Boffa, einem Arzt und ehemaligen Premierminister Maltas.

## Sport
In Floriana spielt Maltas ältester Fußballverein, der Floriana FC, der mit 26 Meistertiteln auch zu den erfolgreichsten Fußballvereinen der Insel zählt.

## Partnerschaften
Zwischen der italienischen Stadt Macerata in den Marken und Floriana bestehen partnerschaftliche Beziehungen. Aus Macerata stammte der Namensgeber der Gemeinde, Pietro Paolo Floriani (1585–1638). Eine weitere Partnerschaft besteht zur Gemeinde Kerċem auf der Insel Gozo.

## The Malta Memorial to lost british aircrew
Das in Floriana errichtete Soldatendenkmal Malta Memorial dient dem Gedenken an 2.298 britische und Luftwaffenangehörige der Commonwealth-Nationen ohne bekanntes Grab, die im Zweiten Weltkrieg im Mittelmeer oder in und um Afrika ihr Leben im Dienst der Luftstreitkräfte (also vor allem der RAF) verloren haben.
Das Ehrenmal wurde in Malta errichtet, weil die Bevölkerung und das dort stationierte Militär der Alliierten 1940 bis 1942 einen herausragenden Beitrag zum Sieg über Deutschland und Italien geleistet haben. Die Insel zwischen Italien und Afrika war wichtiger Hafen und Standort vieler Feldflugplätze. Der Boden für dieses Denkmal nahe beim Tritonenbrunnen am Stadteingang Vallettas wurde zu diesem Zweck der britischen Regierung übertragen. Das Denkmal wurde am 3. Mai 1954 durch Königin Elizabeth II. eingeweiht.
Die dreiteilige Inschrift an der Säulenbasis lautet:
(Benennung der geehrten Personengruppe – Flugplätze bzw. Kriegsschauplätze – lateinisch: Begründung der Standortwahl mit dem Mut der Inselbewohner)
Der Entwurf der Anlage stammt von Sir Hubert Worthington, R.A., und die Adlerskulptur auf der Säule von Charles Wheeler, R.A.

## Söhne und Töchter der Stadt
- Mauro Caruana (1867–1943), römisch-katholischer Geistlicher, Bischof von Malta und Titularerzbischof von Rhodos
- Robert Samut (1869–1934), Arzt und Komponist der maltesischen Nationalhymne
- Ruggieru Friggieri (1886–1925), Fußballspieler
- Oliver Friggieri (1947–2020), Schriftsteller, Hochschullehrer und Professor für Maltesisch an der Universität Malta
- Noel Galea Bason (* 1955), Bildhauer und Medailleur
- Tonio Borg (* 1957), Politiker
- Carmelo Mifsud Bonniċi (* 1960), Politiker
- Ernest Barry (* 1967), Fußballspieler
- Claude Mattocks (* 1980), Fußballspieler
- Justin Haber (* 1981), Fußballspieler
- Trevor Cilia (* 1983), Fußballspieler